# 中国精神疾病分类方案与诊断标准
中国精神障碍分类与诊断标准，简称CCMD。
现行的分类与诊断标准为《中国精神疾病障碍与诊断标准第3版(CCMD-3)》，由卫生部科学研究基金资助，通过41家精神卫生机构负责对24种精神障碍的分类与诊断标准完成了前瞻性随访测试，于2001年完成，并编写了《CCMD-3》和《CCMD-3相关精神障碍的治疗和护理》。
国际上通行的精神疾病诊断为美国《精神疾病诊断与统计手册》（现行版本DSM-5）与世界卫生组织的《国际疾病与相关健康问题统计分类》（现行版本为ICD-11）。

## CCMD-3目录
- (0) 器质性精神障碍
- (1) 精神活性物质或非成瘾物质所致精神障碍
- (2) 精神分裂症(分裂症)和其他精神病性障碍
- (3) 心境障碍(情感性精神障碍)
- (4) 癔症、应激相关障碍、神经症
- (5) 心理因素相关生理障碍
- (6) 人格障碍、习惯与冲动控制障碍、性心理
- (7) 精神发育迟滞与童年和少年期心理发育障碍
- (8) 童年和少年期的多动障碍、品行障碍、情绪障碍
- (9) 其他精神障碍和心理卫生情况